# Jean-Claude Juncker
Jean-Claude Juncker GCC • GCIH (Redange, 9 de dezembro de 1954) é um político luxemburguês, foi presidente da Comissão Europeia de 2014 até 2019. Também foi primeiro-ministro de Luxemburgo de 1995 até 2013, sendo o mais antigo (18 anos).

## Biografia
Foi primeiro-ministro do Luxemburgo, de 1995 até 2013, em um governo de grande longevidade. A 12 de Novembro de 1988 foi agraciado com a Grã-Cruz da Ordem do Infante D. Henrique de Portugal. Foi líder do Partido Popular Social Cristão de 1990 a 1995. Juncker foi também ministro das Finanças do Luxemburgo de 1989 a 2009. Jean-Claude Juncker serviu também durante dois semestres como Presidente do Conselho Europeu, em 1997 e 2005, sendo conhecido pelos seus pensamentos pró-europeus. A 6 de Maio de 2005 foi agraciado com a Grã-Cruz da Ordem Militar de Nosso Senhor Jesus Cristo de Portugal. Após as eleições de outubro de 2013, apesar de o seu partido ter sido o mais votado, Juncker não conseguiu formar um governo de coalizão e foi substituído pelo ex-prefeito da capital luxemburguesa Xavier Bettel do Partido Democrático.
No Congresso do Partido Popular Europeu (PPE), que teve lugar em Dublin, na Irlanda, Jean-Claude Juncker foi eleito para ser o candidato do partido para Presidente da Comissão Europeia, depois de derrotar Michel Barnier. Juncker lidera assim a campanha do PPE com vista às eleições do Parlamento Europeu, que decorrem entre 22 e 25 de maio de 2014. Pela primeira vez, e de acordo com o artigo 17.º do Tratado de Lisboa, o Presidente da Comissão Europeia será eleito tendo em conta o resultado das eleições europeias.
Foi eleito presidente da Comissão Europeia em 15 de julho de 2014, com 442 votos do Parlamento Europeu, assumindo o cargo em 1 de novembro de 2014.

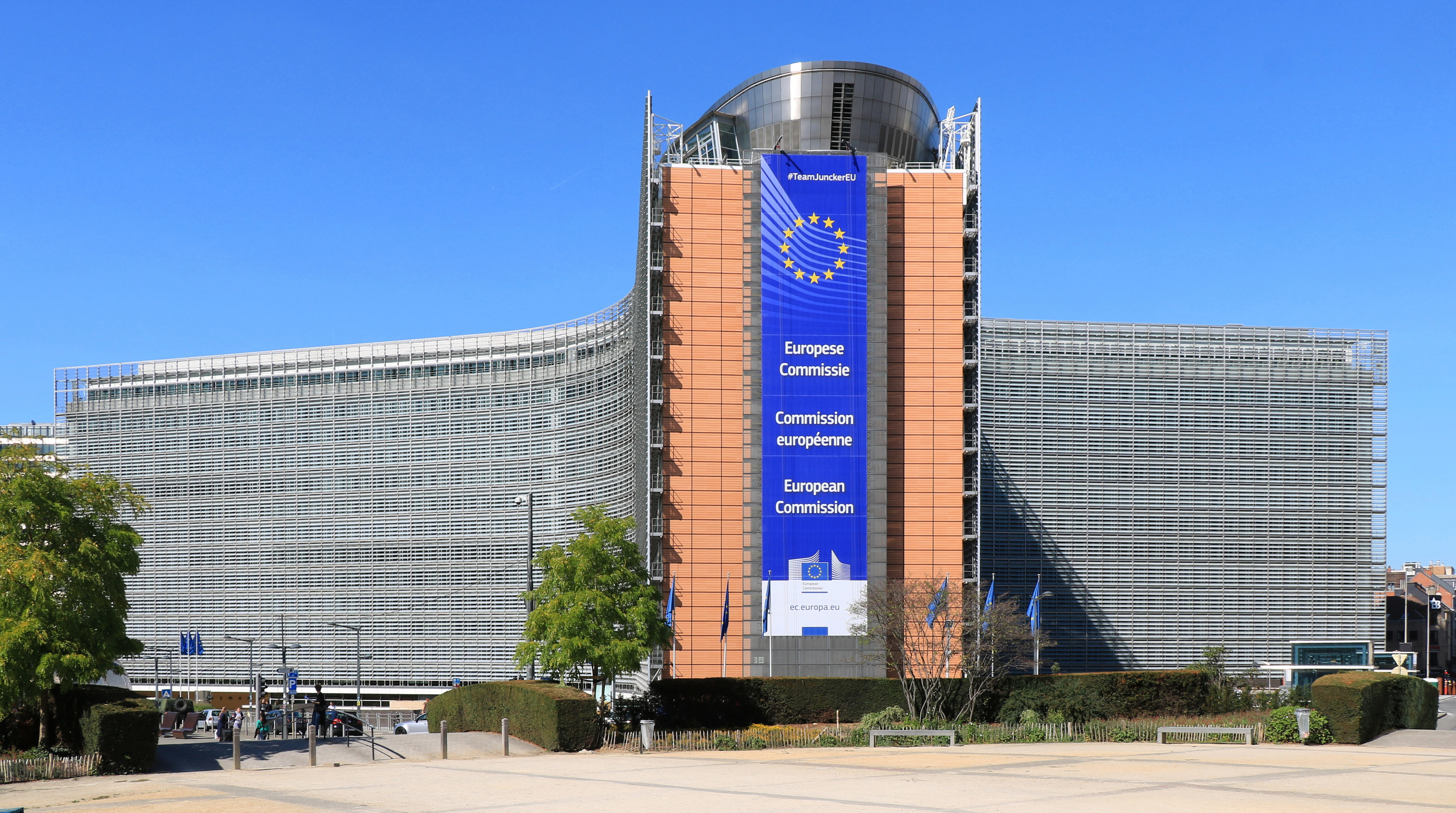
Sede da Comissão Europeia em Bruxelas.

## Controvérsias
No início de novembro de 2014, poucos dias depois de se ter tornado chefe da Comissão Europeia, Juncker foi atingido por divulgações nos meios de comunicação social - derivadas de uma fuga de documentos conhecida como LuxLeak - de que o Luxemburgo, sob a sua presidência, se tinha transformado num importante centro europeu de evasão fiscal de grandes empresas. Com a ajuda do governo luxemburguês, as empresas transferiram a dívida fiscal de muitos milhares de milhões de euros para o Luxemburgo, onde o rendimento foi tributado a uma fração de 1%.
Entre as grandes empresas e grupos envolvidos, contam-se  a Pepsi, Ikea, Accenture, Burberry, Procter & Gamble, Heinz, JP Morgan and FedEx, Abbott Laboratories, Shire, Dyson, Icap,  Amazon, Deutsche Bank e Macquarie.
Juncker, que num discurso em Bruxelas, em julho de 2014, prometeu "tentar introduzir alguma moralidade, alguma ética no panorama fiscal europeu", foi duramente criticado na sequência das fugas de informação. Uma moção de censura subsequente no Parlamento Europeu foi apresentada contra Juncker por causa do seu papel nos esquemas de evasão fiscal. A moção foi, contudo,  rejeitada por uma grande maioria.
Em janeiro de 2017, vários periódicos, entre os quais o Guardian, revelaram que, enquanto primeiro-ministro do Luxemburgo, Juncker atravancou iniciativas da União Europeia destinadas ao combate à evasão fiscal por parte de grandes multinacionais.

## Condecorações
- Cavaleiro da Ordem das Artes e das Letras de França (1985)
- Grã-Cruz da Ordem do Mérito do Luxemburgo (1988)
- Grã-Cruz da Ordem do Infante D. Henrique de Portugal (12 de Novembro de 1988)
- Grande-Oficial da Ordem Nacional da Legião de Honra de França (2002)
- Grã-Cruz da Ordem da Estrela da Roménia (2003)
- Comendador da Ordem da Polónia Restituta da Polónia (2004)
- Grã-Cruz da Ordem Militar de Nosso Senhor Jesus Cristo de Portugal (6 de Maio de 2005)
- Grã-Cruz da Ordem das Três Estrelas da Letónia (2006)
- Excelentíssimo Senhor Grã-Cruz da Real Ordem de Isabel a Católica de Espanha (16 de Abril de 2007)[11]
- Cavaleiro de Grã-Cruz da Ordem do Mérito da República Italiana de Itália (2007)
- Primeira Classe da Ordem de Amílcar Cabral de Cabo Verde (2008)
- Colar da Ordem Pro Merito Melitensi da Ordem Soberana e Militar Hospitalária de São João de Jerusalém, de Rodes e de Malta (2010)
- Cordão de Ouro da Condecoração de Honra por Serviços à República da Áustria (2010)[12]
- Grã-Cruz da Ordem do Redentor da Grécia (2013)
- Grã-Cruz da Ordem do Mérito da República Federal da Alemanha (2013)
- Medalha da Ordem da Amizade do Cazaquistão (2014)
- Grã-Cruz da Ordem do Mérito Real da Noruega (2014)
- Grã-Cruz da Ordem Civil e Militar de Adolfo de Nassau do Luxemburgo[13]

## Distinções Académicas e outras
- Doutoramento Honoris Causa pela Universidade de Miami (1998)
- Prémio Visão para a Europa da Fundação Edmond Israel (1998)[14]
- Prémio Europeu de Ofícios 1999 da Renânia do Norte-Vestefália (1999)
- Emblema da Insígnia do Artesanato em Ouro da Câmara de Ofícios do Luxemburgo (2000)
- Doutoramento Honoris Causa pela Universidade de Münster (2001)
- Prémio Cícero de Discurso (2002)
- Prémio da Federação Europeia de Contribuintes (2002)
- Doutoramento Honoris Causa pela Universidade de Bucareste (2003)
- Cidadania Honorária da Cidade de Trier (2003)
- Prémio Heinrich Braun (2003)
- Prémio Quadriga no Ano Europeu da Oficina da Sociedade Alemã (2003)
- Doutoramento Honoris Causa pela Universidade Demócrito da Trácia (2004)
- Cidadão Honorário e Homem Livre da Cidade de Orestíada; com o descerrar duma Rua chamada Primeiro-Ministro Juncker (2004)
- Prémio Walter Hallstein (2005)
- Europeu do Ano (2005)
- Prémio Elsie Kuhn Leitz da Associação das Companhias Franco-Alemãs (2005)
- Europeu do Ano 2005 pela Imprensa Francesa (Trombinoscope) (2006)
- Prémio Carlos Magno Internacional de Aachen (2006)
- Prémio Europeu de Cultura Política da Fundação Hans Ringier (2006)
- Membro Associado Estrangeiro da Academia das Ciências Morais e Políticas do Instituto de França em lugar do falecido Léopold Sédar Senghor (2007)
- Patrono da Associação de Protecção Animal "EV Newfoundlanders" sem fins lucrativos (2007)
- Medalha de São Libório pela Unidade e pela Paz da Arquidiocese de Paderborn (2007)
- Emblema Graf von Coudenhove-Kalergi da União-Europa de Münster (2007)
- Prémio da Paz da Fundação Europeia pela Ecologia e pela Democracia (2007)
- Doutoramento Honoris Causa pela Universidade Robert Schuman de Estrasburgo (2007)
- Membro-Honorário do Departamento de Ciências Morais e Políticas do Instituto Grão-Ducal do Luxemburgo (2007)
- Medalha de Ouro da Fundação Jean Monnet para a Europa (2008)
- Prémio Alemão de Cidadania (2008)
- Prémio Franz Josef Strauss (2008)
- Doutoramento Honoris Causa pela Universidade de Pittsburgh (2008)
- Prémio Estadual da Renânia do Norte-Vestefália (2008)
- Prémio Lâmina Mais Afiada da Cidade de Solingen (2008)
- Prémio Estado Pequeno do Instituto Europa Herbert Batliner em Salzburgo (2008)
- Banqueiro Europeu do Ano (2008)
- Prémio Europeu de Economia de Serviços (2009)
- Medalha de Ouro com Estrela da União Europeia (2009)
- Prémio Fundação FASEL (2009)
- Mestrado em Artes em Economia Social de Mercado (2009)
- Senador-Honorário da Academia Europeia de Ciências e Artes (2009)
- Prémio Winfried da Cidade de Fulda (2010)
- Estela-Honorária Thomas à Kempis (2010)
- Doutoramento Honorário em Medicina pela Universidade de Innsbruck (2010)
- Medalha do Mérito do Sarre (2010)
- Colar da Fundação do Mérito Europeu (2010)
- Prémio da Fundação Hanns Martin Schleyer (2010)
- Ordem do Mérito do Baden-Württemberg (2010)
- Ordem do Mérito da Renânia-Palatinado (2011)
- Doutoramento Honoris Causa pela Faculdade de Direito pela Nacional e Kapodistriana Universidade de Atenas (2011)
- Prémio Europeu de Cultura (2011)
- Prémio Werner Blindert (2012)
- Grande-Selo (Sigillum-Magnum) da Universidade de Bolonha (2012)
- Doutoramento Honoris Causa pela Universidade de Sheffield (2012)
- Doutoramento Honoris Causa pela Universidade do Porto (2013)
- Doutoramento Honoris Causa pela Universidade Aristóteles de Tessalónica (2017)
- Doutoramento Honoris Causa pela Universidade de Salamanca (2017)
- Doutoramento Honoris Causa pela Universidade de Coimbra (2017)